# Ив I де Беллем
Ив де Белле́м или Ив Старый (фр.Yves Ier de Bellême или Yves l’Ancien; умер после 1005) — сеньор Беллем и первый достоверно известный представитель династии Беллемов.

## Биография
Возможно, Ив был сыном Ива де Крей (regis balistarius при дворе Людовика IV, что, возможно, означает должность начальника осадного вооружения), согласно Ордерику Виталию, одного из тех, кто спас жизнь молодого герцога Ричарда I от короля Людовика IV. Ив Беллем владел замком Беллем и прилегающими к нему землями, а также частью земель в Пассе и Сонне, сюзереном которых был граф Мэна.
Хотя происхождение жены Ива Годхут точно не установлено, известно что она была сестрой Сигфруа, епископа Ле-Мана. Ив также основал церковь в честь Девы Марии в своем замке Беллем. Он умер после 1005 года.
В качестве сеньора Беллема ему наследовал старший сын Гильом Беллем. Другой сын Ива, Авигод, стал епископом Ле-Мана после смерти своего дяди епископа Сигфруа.